# Jülišské vévodství
Jülišské vévodství (německy Herzogtum Jülich, nizozemsky Hertogdom Gulik, francouzsky Duché de Juliers), původně hrabství (německy Grafschaft Jülich) do roku 1356, byl drobný stát Svaté říše římské v době 11. až 18. století, který se nacházel západně od Rýna s územím kolem jeho hlavního města Jülich v dolním Porýní. 

## Historie

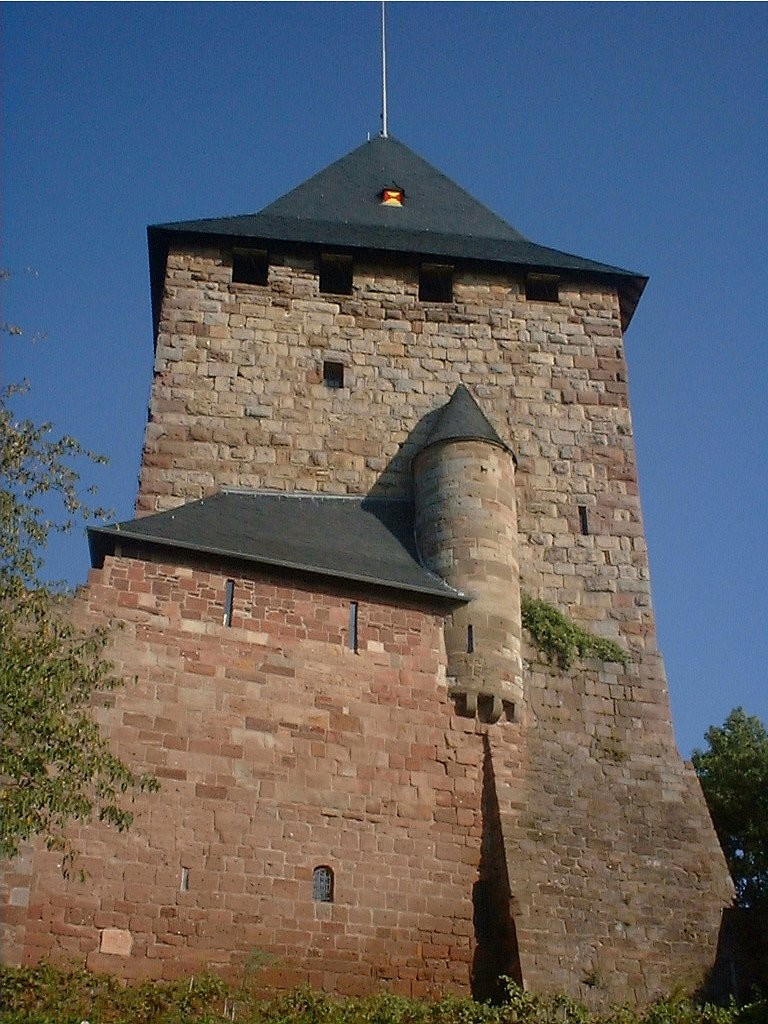
Hrad Nideggen

Město existovalo již v době římské pod názvem Iuliacum. Stát sousedil s Kolínským kurfiřtstvím na východě a s Limburským vévodstvím na západě. Roku 1423 se vévodství spojilo s hrabstvím Berg za Rýnem a vznikl tak společný stát Jülišsko-Berg. Později v roce 1521 se k nim připojilo ještě Klévské vévodství a vzniklo Jülišsko-Klévsko-Berg. Jülišské vévodství zaniklo roku 1794, kdy bylo okupováno revoluční Francií a přeměněno ve francouzský department Roer. Dnes většina území Jülišska náleží k Severnímu Porýní-Vestfálsku a část patří Nizozemsku (v provincii Limburg), přičemž obyvatelstvo sdílí stejný limburský dialekt.

## Rodáci z vévodství
- Jan Gantin